# Samriskföretag
Ett samriskföretag är ett samarbete där företag går samman i ett gemensamt aktiebolag för att genomföra ett projekt, eller annan verksamhet, tillsammans. Det är till exempel vanligt inom fordonsindustrin eller vid etablering på marknader, där ett nära samarbete med en inhemsk partner krävs eller är fördelaktigt. 
Den engelska facktermen för samriskföretag är joint venture.

## Exempel
- Aera Energy mellan Exxon Mobil och Shell
- Cereal Partners Worldwide mellan General Mills och Nestlé
- Converdyn mellan General Atomics och Honeywell
- The CW mellan CBS Corporation och Warner Bros
- Eurovan mellan PSA-koncernen och Fiatkoncernen
- Fujitsu Siemens Computers mellan Siemens AG och Fujitsu
- Karelian Trains mellan de finländska och ryska statsjärnvägarna för att driva Allegro-tågen
- Opus One mellan Robert Mondavi winery och Château Mouton-Rothschild
- Phonogram mellan Philips Records och Deutsche Grammophon
- Sony Ericsson mellan Sony och Ericsson